# Hydra A
Hydra A, également nommée 3C 218 et CTA 47, est une galaxie elliptique géante à noyau actif Liner. Depuis sa nomination Hydra A, la galaxie se situe donc dans la constellation de l'Hydre à, selon les valeurs de décalage vers le rouge, 840 millions d'années-lumière. Elle a été découverte en 1952 par l'astronome australien Bernard Mills lors d'une étude des fortes sources radio. Hydra A constitue l'une des sources X les plus lumineuses du ciel, vue depuis la Terre.

## Amas de Hydra A
Hydra A est située dans un amas de galaxies nommé ClG 0915.7-1153 contenant six galaxies. Selon les valeurs de décalage vers le rouge des différentes galaxies mesurées par le NOAO Fundamental Plane Survey et la mesure de rayon X de la distance par le télescope spatial X ROSAT, l'amas ClG 0915.7-1153 se situerait à 742 millions d'années-lumière.

## Éruption de Hydra A

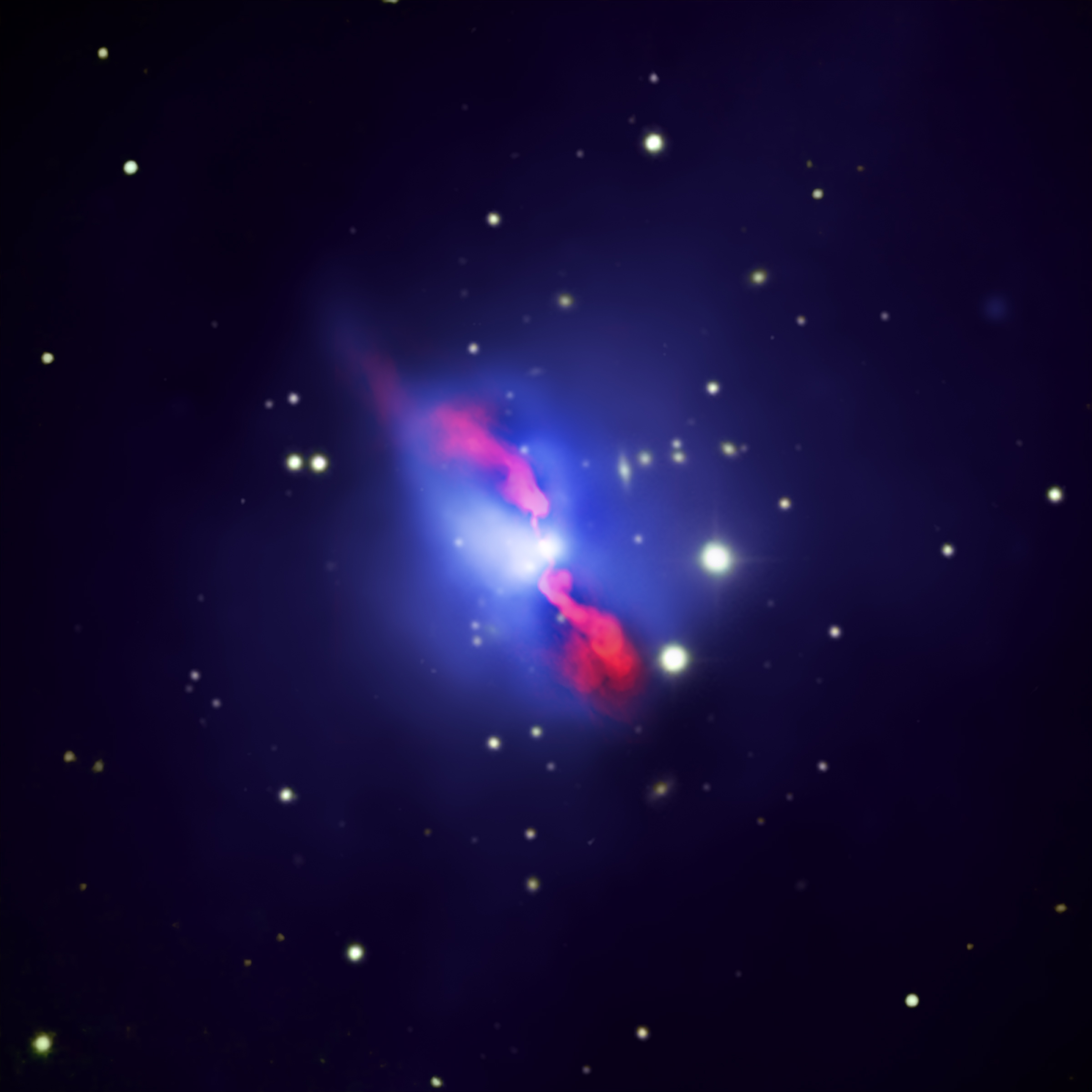
Image composée de Hydra A, l'émission X de la galaxie (en bleue) a été imagée par le CXO et les jets de matière (en rouge) capturés par le Karl G. Jansky Very Large Array.

En 2009, dans une étude de Hydra A faite avec le télescope spatial Chandra, les premières images  ont montré que le trou noir central de Hydra A a connu une éruption très violente qui propulsera du gaz riche en fer sous la forme d'un jet de matière extrêmement chaud avec une température de 10 millions de K. Les preuves de puissantes explosions du trou noir supermassif au centre de la galaxie sont visibles dans les données observées par Chandra en bleu et des jets d'émission radio observés par le Very Large Array en rouge. Les données optiques (en jaune) du télescope Canada-France-Hawaï et du Digitized Sky Survey montrent des galaxies dans l'amas ClG 0915.7-1153. Une analyse détaillée des données de Chandra montre que le gaz situé le long de la direction des jets radio est enrichi en fer et autres métaux. Les scientifiques pensent que ces éléments ont été produits par des explosions de supernova de type Ia dans la grande galaxie au centre de l'amas. Une puissante explosion du trou noir supermassif a ensuite poussé le matériau vers l'extérieur, sur des distances s'étendant sur près de 400 000 années-lumière, s'étendant au-delà de la région représentée sur cette image. Environ 10 à 20% du fer de la galaxie a été déplacé, nécessitant quelques pour cent de l'énergie totale produite par le trou noir central. Les explosions du trou noir supermassif central ont non seulement poussé des éléments vers l'extérieur, mais ont créé une série de cavités dans le gaz chaud. Alors que ces jets traversaient la galaxie dans le gaz intergalactique environnant de plusieurs millions de degrés, ils ont poussé le gaz chaud de côté pour créer les cavités. Une explosion relativement récente a créé une paire de cavités visibles sous forme de régions sombres dans l'image du télescope spatial Chandra située autour de l'émission radio (en rouge). Ces cavités sont si grandes qu'elles pourraient contenir toute la Voie lactée, mais elles sont éclipsées par des cavités encore plus grandes - trop faibles pour être visibles sur cette image - créées par des explosions plus anciennes et plus puissantes du trou noir. La plus grande de ces cavités est immense, s'étendant sur environ 670 000 années-lumière. Sur plusieurs points, ce cas ressemble à celui de NeVe 1, MS 0735.6+7421 et RX J1532.9+3021.

## Débat sur la masse du trou noir central

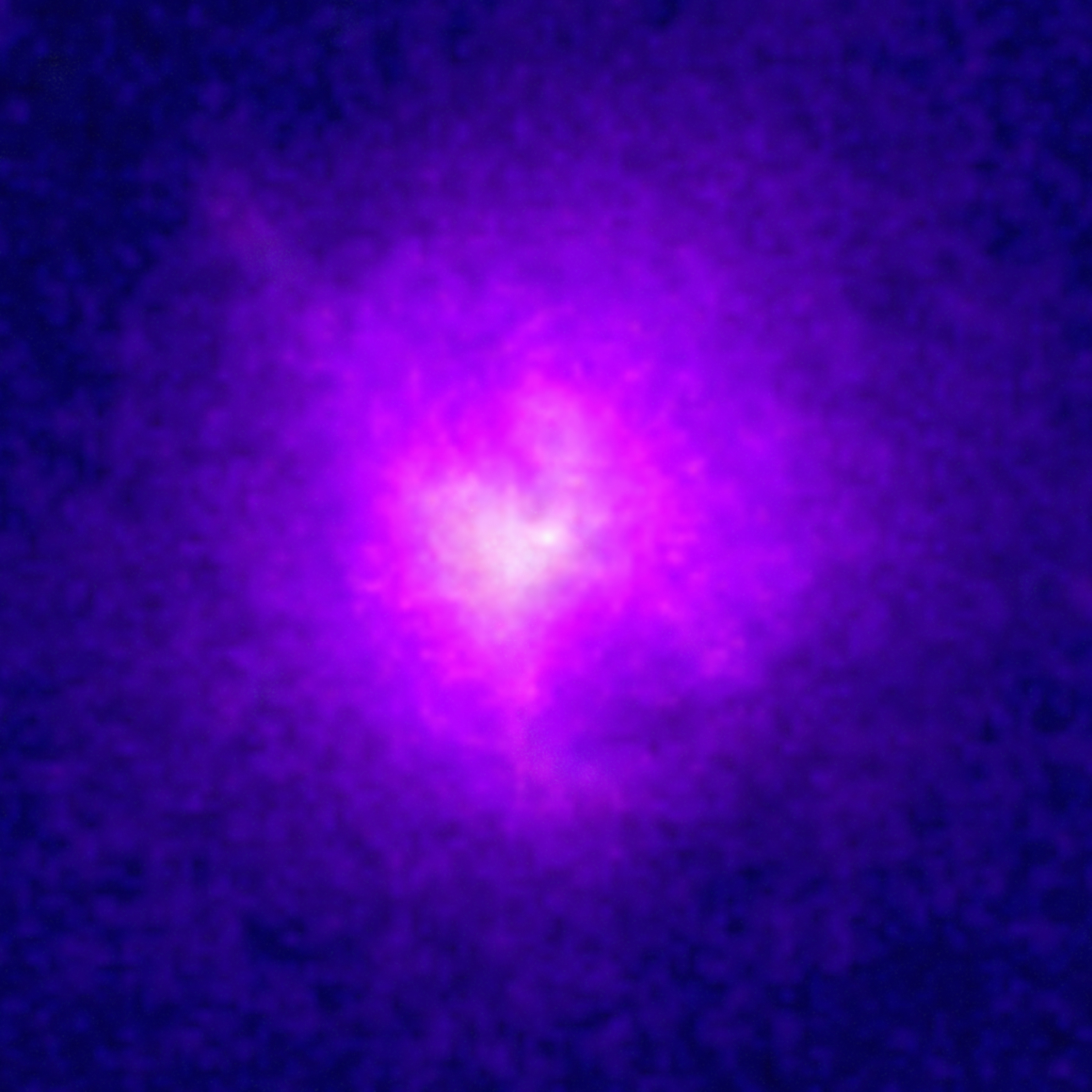
Image zoomée du centre de Hydra A, le point rose au centre est la position du trou noir et donc le début de l'éruption galactique, cette région est définie comme un "Serpent Spatial".

Grâce aux données enregistrées par le CXO et le VLA, la masse du trou noir a pu être estimée. Selon l'émissions X, radio et la vitesse, chaleur des jets, la masse du trou noir est estimée à 900 millions de M☉ soit un trou noir 200 fois plus massif que celui de la Voie Lactée, aussi nommée Sagittarius A*. Une équipe de 5 astronomes américain travaillant avec les données du CXO a estimé que l'éruption du trou noir a eu lieu il y a ~2 à ~5 millions d'années, les deux jets ont eu une puissance estimée à 1061 ergs. Le trou noir aurait propulsé de la matière sous forme de jet sur une distance de 300 kiloparsec soit 900 millions d'années-lumière et la matière aurait refroidi sur une distance de 100 kpc avant l'arrêt du jet. L'éruption du trou noir aurait été créée par la chute d'une immense quantité de matière dans le trou noir, ce dernier aurait absorbé plus de 0.25 à 0.1 M☉ par an, cette configuration donne un trou noir de 10 milliards de M☉ soit bien plus que précédemment estimé. Les mesures X et radio montrent que le centre serait entouré d'un disque de gaz froid expulsé par le trou noir. Une comparaison de l'émission X et du ratio d'Eddington a permis de faire des calculs de la masse du trou noir central. Selon les calculs, une telle éruption implique un trou noir d'une masse de 4 milliards de M☉.

## Galerie

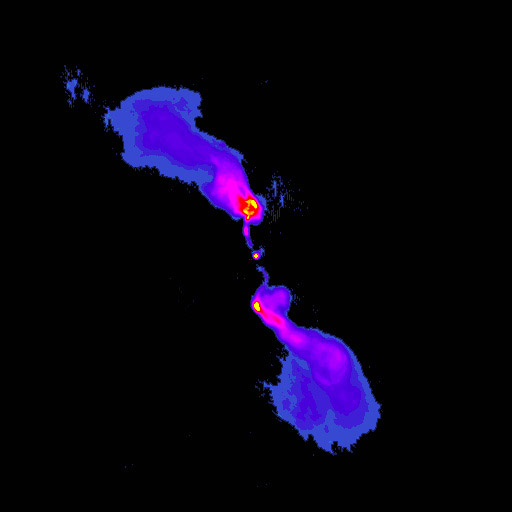
Image très zoomée des jets du trou noir central - crédit : NASA, Chandra team.

### Note
- Note : débat sur la masse du trou noir, la masse communément utilisée est issue de la deuxième estimation[8].